# Bausch & Lomb Championships 2002
Il Bausch & Lomb Championships 2002 è stato un torneo di tennis giocato sulla terra verde. È stata la 23ª edizione del Bausch & Lomb Championships che fa parte della categoria Tier II nell'ambito del WTA Tour 2002. Si è giocato al Racquet Park at the Amelia Island Plantation nella Amelia Island in Florida dall'8 al 14 aprile 2002.

## Campionesse

### Singolare
Venus Williams ha battuto in finale  Justine Henin con il punteggio di 2–6, 7–5, 7–6(5)

### Doppio
Daniela Hantuchová /  Arantxa Sánchez Vicario hanno battuto in finale  María Emilia Salerni /  Åsa Svensson con il punteggio di 6–4, 6–2